# Canthium cordatum
Canthium cordatum là một loài thực vật có hoa trong họ Thiến thảo. Loài này được Dillwyn mô tả khoa học đầu tiên năm 1839.